# Raputiarana subsigmoidea
Raputiarana subsigmoidea là một loài thực vật có hoa trong họ Cửu lý hương. Loài này được (Ducke) Emmerich miêu tả khoa học đầu tiên năm 1978.